# Schwalbe III

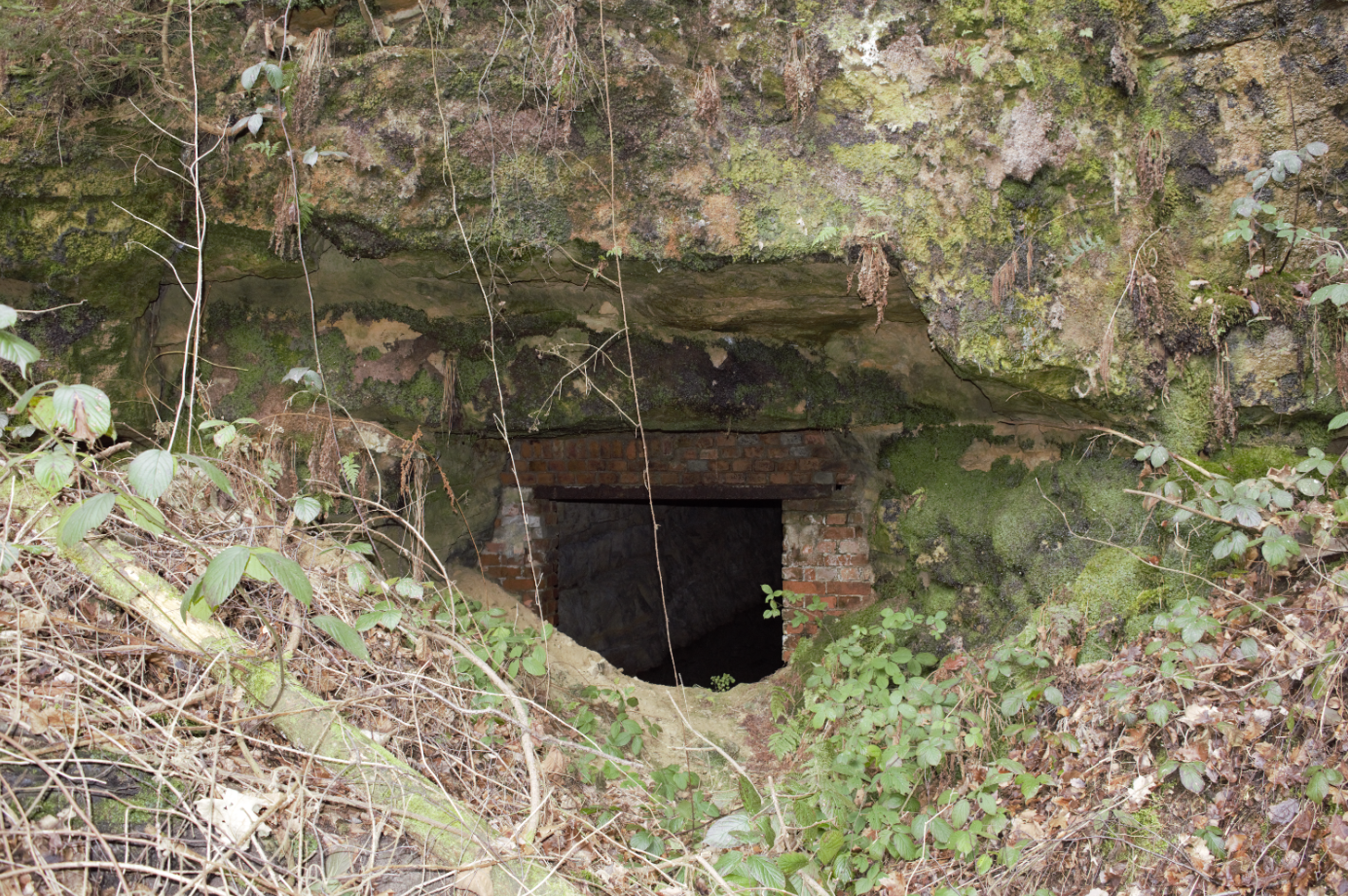
Eingang zum Stollen des ehem. Sprengstofflagers für das Projekt Mondstein

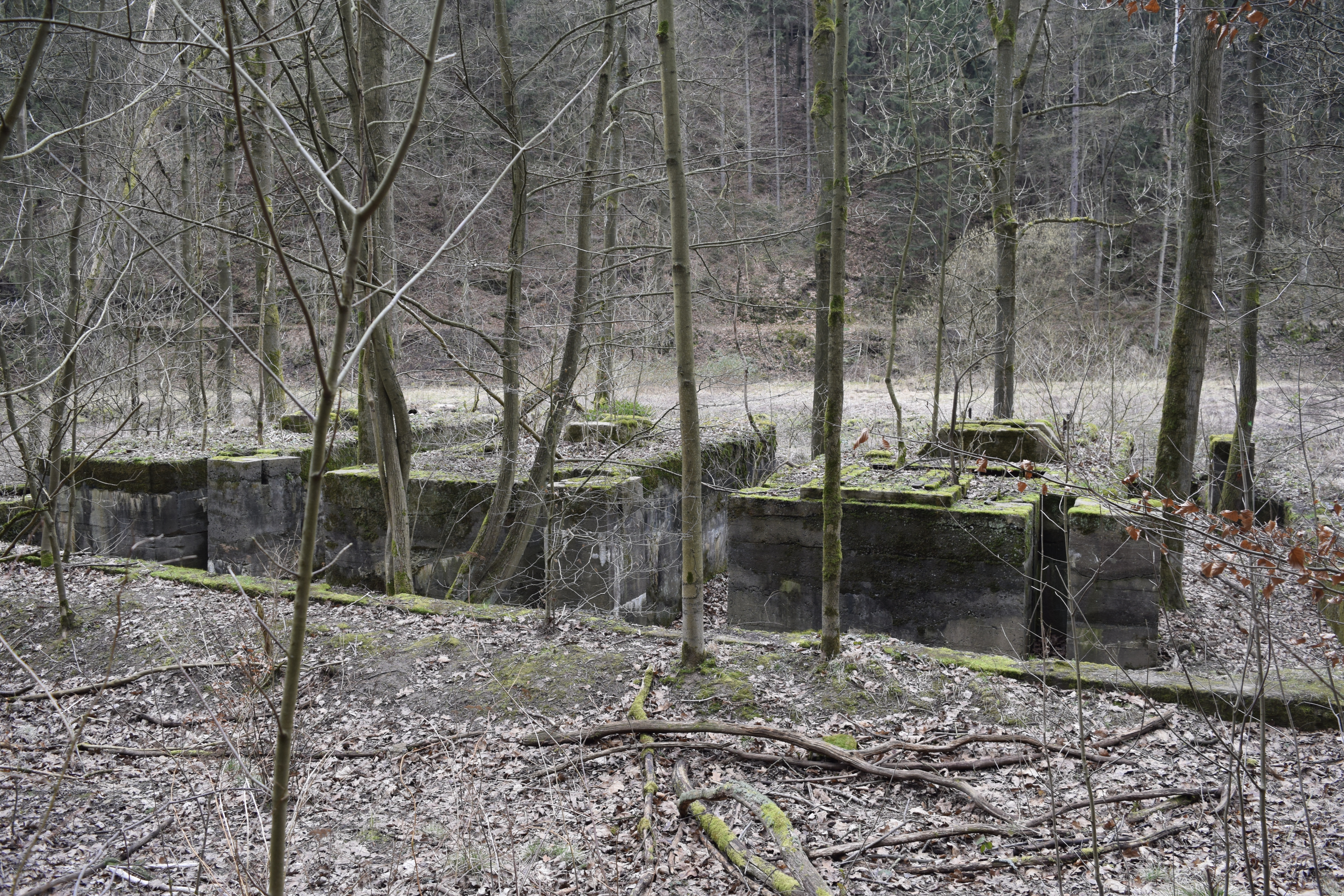
Ruinen der Generatorstation im Polenztal am oberen Ende der ehem. Bahntrasse und des Lagerplatzes

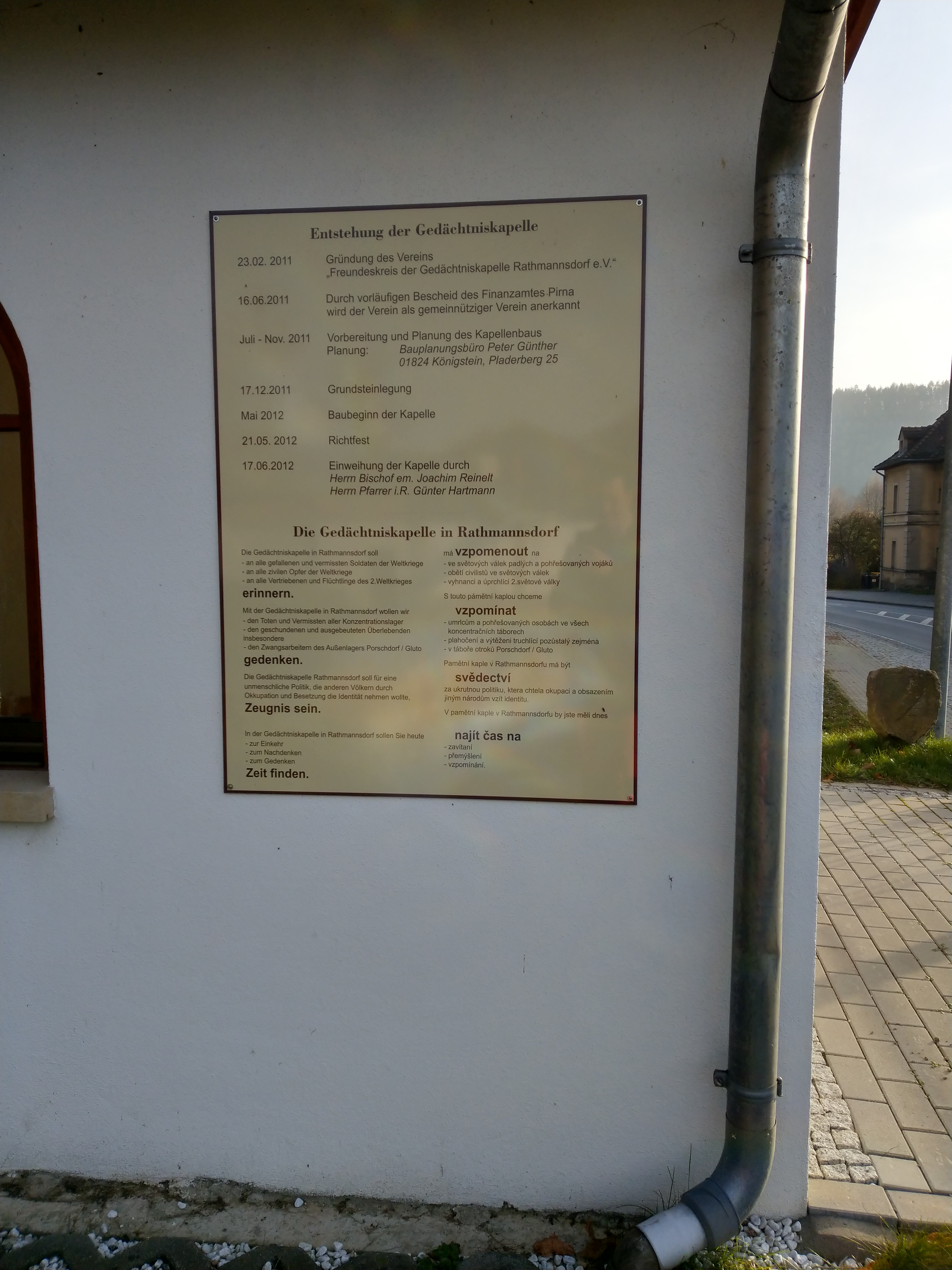
Gedächtniskapelle in Rathmannsdorf – erinnert u. a. an die Opfer des Projektes Schwalbe 3.

Das Projekt Schwalbe III (Baustelle des Sonderbaukommandos Organisation Todt), auch unter dem Decknamen „Mondstein“ bzw. „Gluto“ bekannt, war eine im Zweiten Weltkrieg im unteren Polenztal (Sachsen) geplante unterirdische Hydrieranlage zur Herstellung von synthetischem Flug- und Fahrzeugbenzin, die vor alliierten Luftangriffen geschützt war. Das Projekt wurde nicht fertiggestellt.

## Geschichte
Geplant war dort die U-Verlagerung einer Hydrieranlage für Braun- und Steinkohlenteer der Sudetenländischen Treibstoffwerke AG zur Herstellung von Flugbenzin. Die Bauarbeiten begannen am 3. Februar 1945 unter der Sonderbauleitung Königstein/Sächs. Schweiz, die Bauausführung oblag der Fa. Lehmann & Co. Die Arbeitskräfte kamen aus dem nahegelegenen Außenlager ⊙  des KZ Flossenbürg mit 250 Häftlingen, davon 180 Italiener, 21 Russen, je elf Belgier und Polen, sowie zehn Deutsche und Angehörige sechs weiterer Nationalitäten. Sie wurden untergebracht in Baracken oberhalb des Hotels zur Waltersdorfer Mühle, direkt am Wegesrand der ehemaligen Waltersdorfer Mühle und im Ortsteil Gluto. Die Inbetriebnahme war zum 15. Juli 1945 geplant, jedoch wurden die Bauarbeiten bereits am 31. März 1945 wieder abgebrochen. Der Gleisanschluss für das Projekt war bereits größtenteils fertiggestellt und verlief von der heutigen Bahntrasse (Sebnitztalbahn) in Porschdorf abzweigend bis zu der ehemaligen Waltersdorfer Mühle (abgerissen) und der Generatorstation.⊙ Die Trasse wurde später durch die UdSSR wieder abgebaut. Ein Teil des Projektes war ein Lagerstollen für Sprengmittel, ⊙ ein anderer waren mehrere Luftschutzstollen an der Felskante, ⊙ nahe der Brandaussicht sowie am südwestlichen Felshang des Frinzberges.
Nachdem am 20. März 1945 der Abtransport von 21 nicht arbeitsfähigen Häftlingen nach Leitmeritz erfolgt war, begann für die verbliebenen über 200 Menschen in den letzten Kriegstagen ein Todesmarsch, der in Oelsen endete und den nur etwa 80 Häftlinge überlebten.

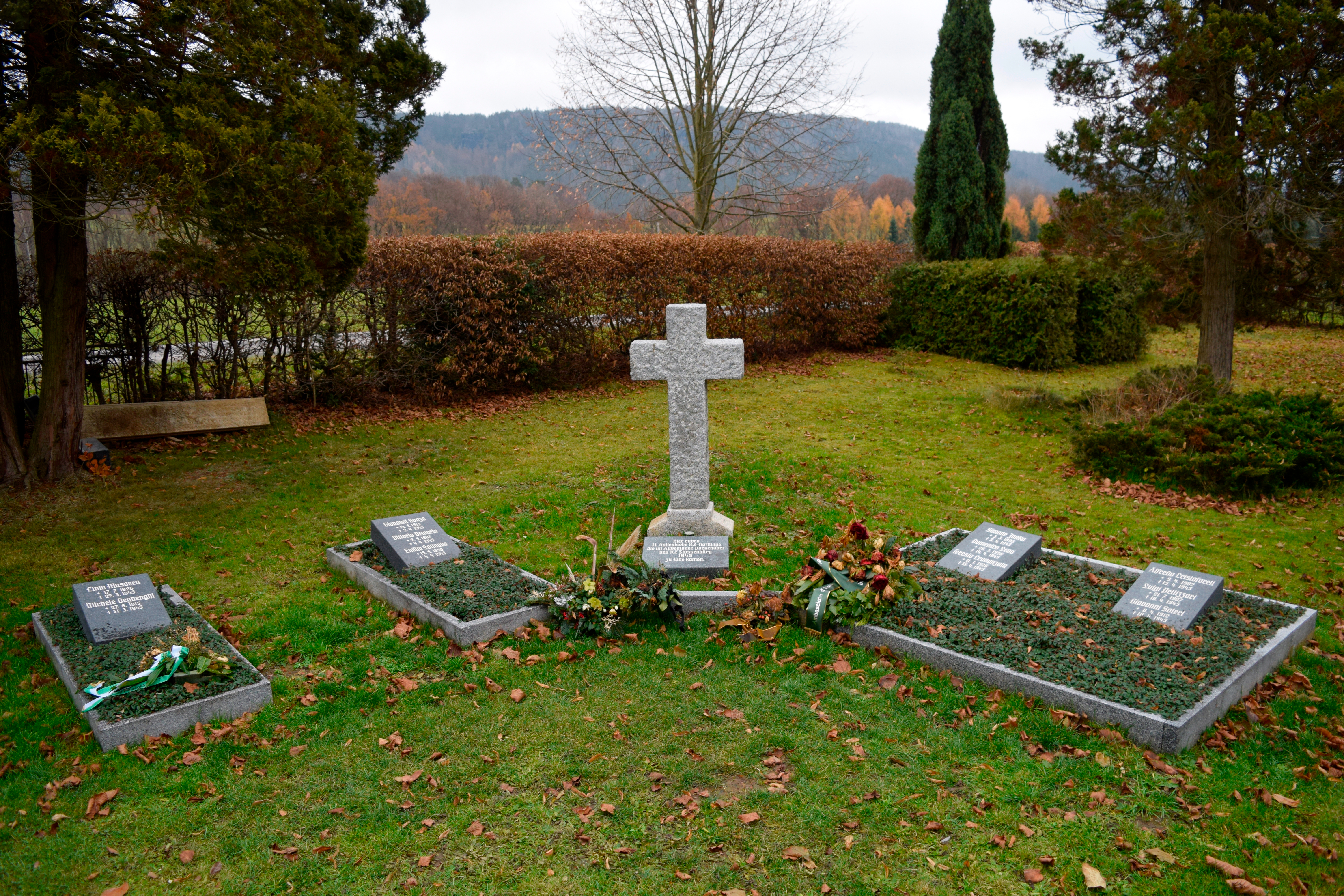
Gedenkplatz an die 11 italienischen Zwangsarbeiter und Opfer im Porschdorfer Friedhof (Oberdorf) 2022

Einige der Erinnerungen an die Zwangsarbeiter des Außenlagers sind auf dem Porschdorfer Friedhof, hier liegen soweit bekannt, elf Italiener begraben. Im Juni 2022 wurde die Grabanlage erneuert. 

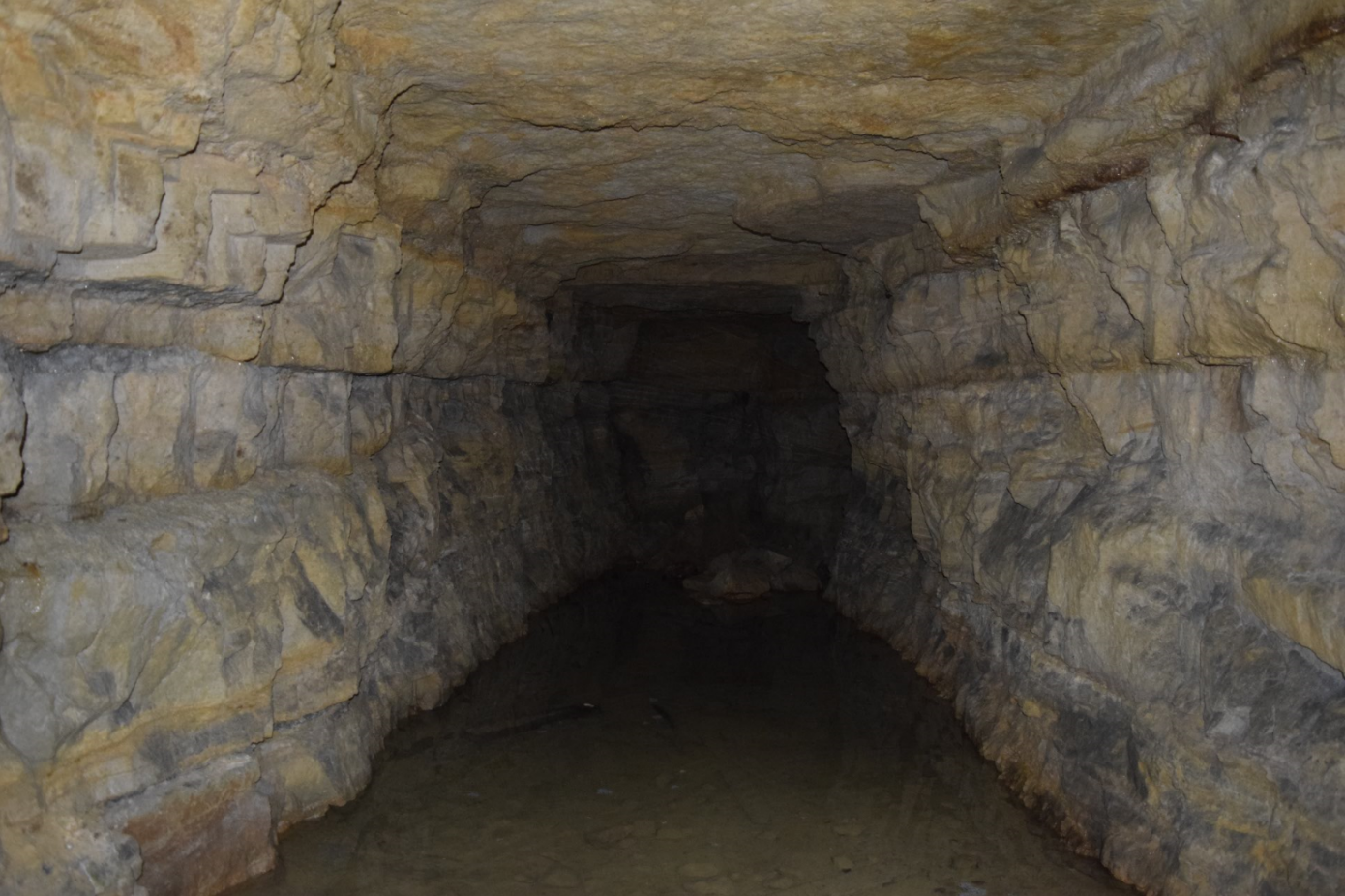
Längsstollen des ehem. Sprengstofflagers
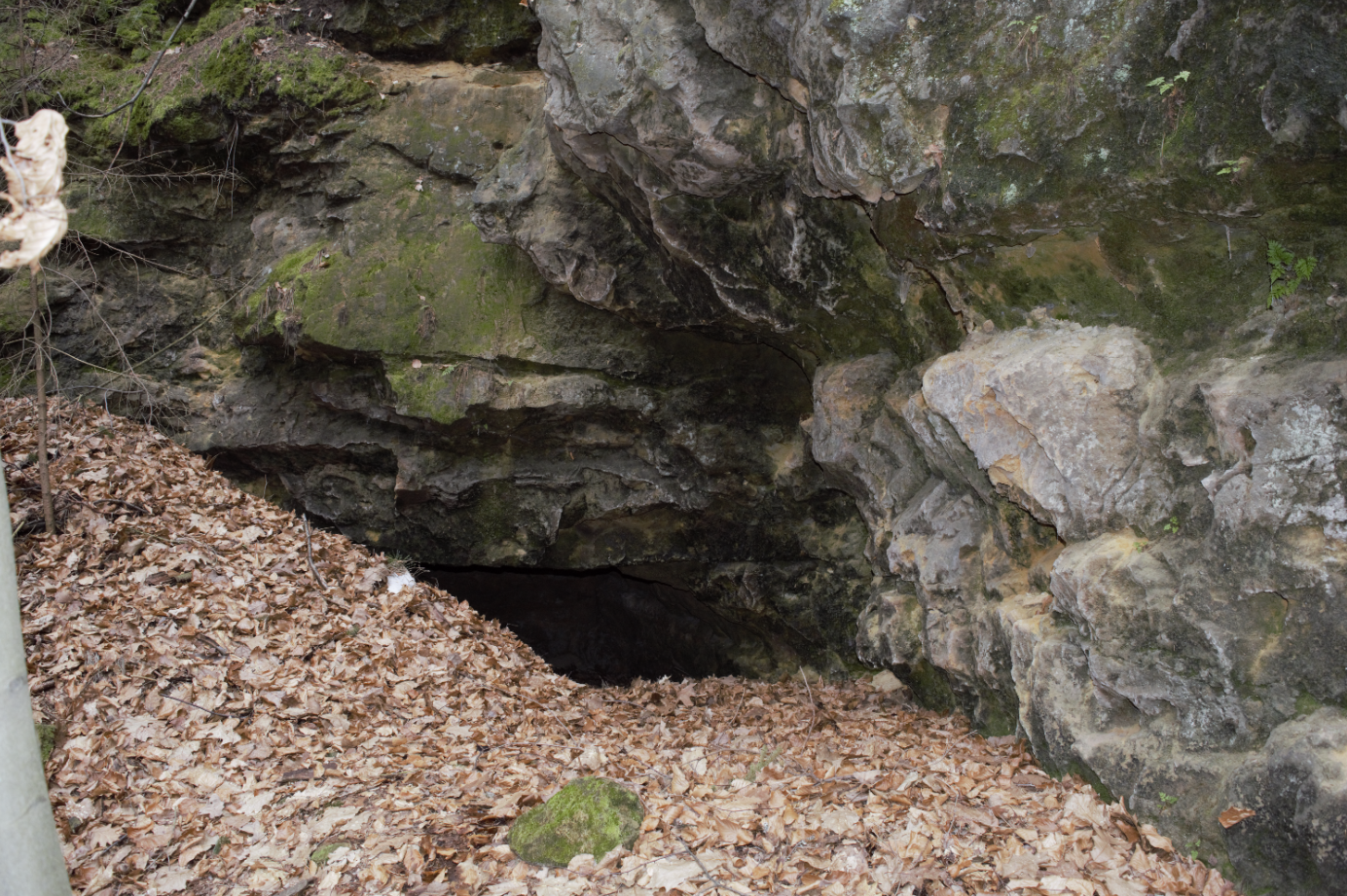
Rechts unterhalb der Brandaussicht – Erste Stollenanschläge für LS-Stolle
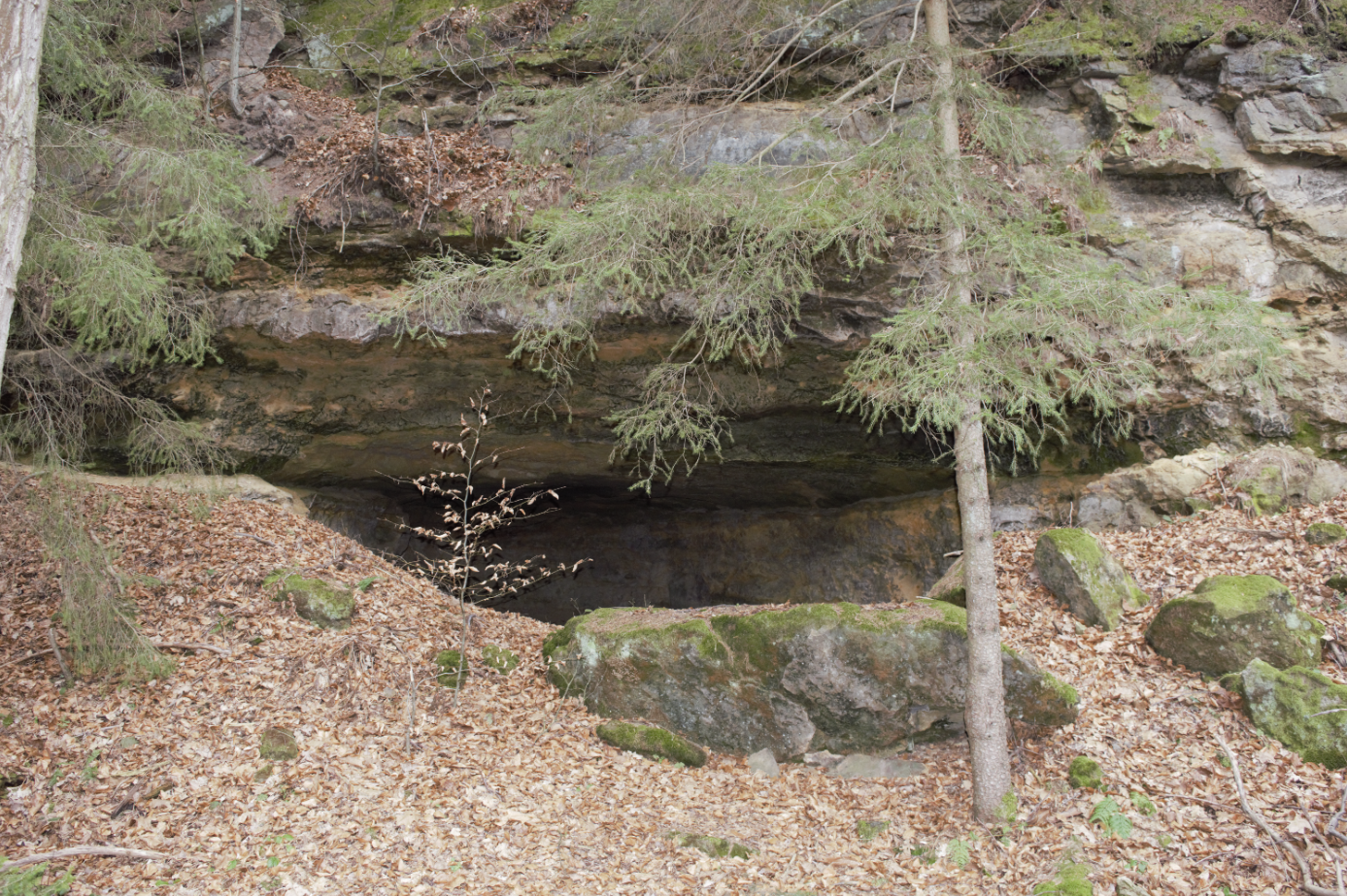
Links unter der Brandaussicht – Erste Stollenanschläge für Luftschutzstollen

## Analoge Projekte
| Schwalbe I  | Deckname Eisenkies  | Deilinghofen | Nordrhein-Westfalen |
| Schwalbe II | Deckname Eisenrose  | Königstein   | Sächsische Schweiz  |
| Schwalbe IV | Deckname Selenit    | Finnentrop   | Sauerland           |
| Schwalbe V  | Deckname Molchfisch | Berga/Elster | Thüringen           |